# Podržano učenje
Podržano učenje (енгл. reinforcement learning – RL) područje je mašinskog učenja i optimalne kontrole koje se bavi time kako bi inteligentni agenti trebali odabrati akcije u okruženju kako bi maksimizovali pojam kumulativne nagrade. Podržano učenje jedno je od tri osnovne paradigme mašinskog učenja, uz nadzirano učenje i nenadzirano učenje.
Podržano učenje se razlikuje od nadziranog učenja po tome što ne zahteva prikazivanje označenih ulazno/izlaznih parova, kao ni obavezno ispravljanje suboptimalnih akcija. Umesto toga, fokus je na pronalaženju ravnoteže između istraživanja (nepoznatih područja) i iskorištavanja (trenutnog znanja). Okruženje se obično izražava u obliku Markovljevog procesa odlučivanja (MDP) jer mnogi algoritmi podržanog učenja u ovom kontekstu koriste tehnike dinamičkog programiranja.
Glavna razlika između klasičnih metoda dinamičkog programiranja i algoritama podržanog učenja je da podržano učenje ne pretpostavlja poznavanje tačnog matematičkog modela MDP-a i da cilja na velike MDP-ove za koje tačne metode postaju nemoguće.

## Formalizacija problema

### Zaleđina
Podržano učenje se uglavnom definiše kao Markovljev proces odlučivanja nazvan po ruskom matematičaru Markovu. Model je koncipiran kao skup stanja koja poseduju sve informacije o sistemu odnosno okolini koje modeluju. Svako od stanja omogućuje što preciznije predviđanje posledica svake izvedene radnje. MDP se formalno zapisuje kao četverac {\displaystyle (S,A(s),P(s'|s,a),R(s,s',a))}, pri čemu je:
- {\displaystyle S}: množina svih mogućih stanja.
- {\displaystyle A(s)}: množina svih mogućih radnji u svakom stanju. {\displaystyle s\in S}
- {\displaystyle P(s'|s,a)}: verovatnoća prelaza u stanje {\displaystyle s'}, pod pretpostavkom da se nalazimo u stanju {\displaystyle s} i da je izvršena radnja {\displaystyle a\in A(s)}.
- {\displaystyle R(s,s',a)}: nagrada / kazna

### Strategija
Cilj postupka je pronaći strategiju ponašanja (policy) π: {\displaystyle s\in S\rightarrow a\in A(s)}, koja za svako stanje {\displaystyle s}‍:61 i akciju {\displaystyle a} maksimizira očekivanu buduću nagradu. Strategija se može menjati tokom učenja zavisno od količine dobijenih nagrada.
Postoji nekoliko opcija za odabir akcije, na primer:
- pohlepna: uvek će biti izabrana najbolja akcija - {\displaystyle \pi (s)=\arg \max _{a}Q(s,a)}
- ε-pohlepna: uglavnom će biti izabrana najbolja akcija, povremeno sa verovatnoćom ε biće odabrana i nasumična akcija

### Vrednost funkcije
Postoje dve slične varijante vrednosti funkcije
- Funkcije vrednosti stanja {\displaystyle V(s)} (state value function)
- Funkcije vrednosti prelaza između stanja {\displaystyle Q(s,a)} (state-action value function)

Funkcije vrednosti definirane su kao alat za traženje maksimalne sume svih očekivanih nagrada pomoću sledećeg algoritma:
- Čekaj nagradu u budućnosti s faktorom umanjenja γ: 
  - Uvažavajući stanja {\displaystyle s\in S}: {\displaystyle V^{\pi }(s)=E\{rt+1+\gamma rt+2+\gamma ^{2}rt+3+...|st=s,\pi \}}
  - Uvažavajući prelaze između stanja {\displaystyle s\in S,a\in A(s)}: {\displaystyle Q^{\pi }(s,a)=E\{rt+1+\gamma rt+2+\gamma 2rt+3+...|st=s,at=a,\pi \}}

## Literatura
- Auer, Peter; Jaksch, Thomas; Ortner, Ronald (2010). „Near-optimal regret bounds for reinforcement learning”. Journal of Machine Learning Research. 11: 1563—1600.
- Busoniu, Lucian; Babuska, Robert; De Schutter, Bart; Ernst, Damien (2010). Reinforcement Learning and Dynamic Programming using Function Approximators. Taylor & Francis CRC Press. ISBN 978-1-4398-2108-4.
- François-Lavet, Vincent; Henderson, Peter; Islam, Riashat; Bellemare, Marc G.; Pineau, Joelle (2018). „An Introduction to Deep Reinforcement Learning”. Foundations and Trends in Machine Learning. 11 (3–4): 219—354. Bibcode:2018arXiv181112560F. S2CID 54434537. arXiv:1811.12560 . doi:10.1561/2200000071.
- Powell, Warren (2011). Approximate dynamic programming: solving the curses of dimensionality. Wiley-Interscience. Архивирано из оригинала 31. 7. 2016. г. Приступљено 2. 4. 2023.
- Sutton, Richard S. (1988). „Learning to predict by the method of temporal differences”. Machine Learning. 3: 9—44. doi:10.1007/BF00115009 . Архивирано из оригинала 30. 3. 2017. г. Приступљено 2. 4. 2023.
- Szita, Istvan; Szepesvari, Csaba (2010). „Model-based Reinforcement Learning with Nearly Tight Exploration Complexity Bounds” (PDF). ICML 2010. Omnipress. стр. 1031—1038. Архивирано из оригинала (PDF) 14. 7. 2010. г.
- Sutton, Richard S.; Barto, Andrew G. (2018). Reinforcement Learning: An Introduction (2nd изд.). MIT Press. ISBN 978-0-262-03924-6.
- Li, Shengbo Eben (2023). Reinforcement Learning for Sequential Decision and Optimal Control (1st изд.). Springer Verlag, Singapore. ISBN 978-9-811-97783-1. doi:10.1007/978-981-19-7784-8.
- Bertsekas, Dimitri P. (2023). REINFORCEMENT LEARNING AND OPTIMAL CONTROL (1st изд.). Athena Scientific. ISBN 978-1-886-52939-7.
- Annaswamy, Anuradha M. (3. 5. 2023). „Adaptive Control and Intersections with Reinforcement Learning”. Annual Review of Control, Robotics, and Autonomous Systems (на језику: енглески). 6 (1): 65—93. ISSN 2573-5144. S2CID 255702873. doi:10.1146/annurev-control-062922-090153 .

## Spoljašnje veze
- Reinforcement Learning Repository
- Reinforcement Learning and Artificial Intelligence (RLAI, Rich Sutton's lab at the University of Alberta)
- Autonomous Learning Laboratory (ALL, Andrew Barto's lab at the University of Massachusetts Amherst)
- Real-world reinforcement learning experiments Архивирано 2018-10-08 на сајту  at Delft University of Technology
- Stanford University Andrew Ng Lecture on Reinforcement Learning
- Dissecting Reinforcement Learning Series of blog post on reinforcement learning with Python code
- A (Long) Peek into Reinforcement Learning